# Centinela State Prison
Centinela State Prison alternativt California State Prison, Centinela är ett delstatligt fängelse för manliga intagna och är belägen i Imperial County i Kalifornien i USA. Fängelset förvarar intagna som är klassificerade för säkerhetsnivåerna "låg", "hög" och "maximal". Centinela har en kapacitet på att förvara 2 308 intagna men för den 16 november 2022 var det överbeläggning och den förvarade 2 986 intagna.
Fängelset invigdes den 1 oktober 1993.
Personer som varit intagna på Centinela är bland andra Sanyika Shakur.